# Orietta Berti canta Suor Sorriso
Orietta Berti canta Suor Sorriso è il primo album discografico di Orietta Berti, pubblicato in Italia nel 1965 dalla Polydor.

## Descrizione
L'album contiene cover con testo in italiano di brani di Sœur Sourire, nome d'arte di Jeanne-Paule Marie Deckers, una religiosa e cantante belga di nome suor Luc-Gabriel, conosciuta anche come Jeanine Deckers e, in italiano, Suor Sorriso (Bruxelles, 17 ottobre 1933 – Wavre, 29 marzo 1985), già suora della congregazione delle domenicane missionarie di Nostra Signora di Fichermont di Waterloo.
Grazie alla popolarità di Sœur Sourire e del brano Dominique, la Metro-Goldwyn-Mayer decise di produrre un film musicale ispirato a Sœur Sourire dal titolo Dominique (The Singing Nun), diretto da Henry Koster, distribuito nel 1966 e interpretato da Debbie Reynolds (doppiata, nel cantato, da Tina Centi), nel quale anche la Berti fece una breve apparizione nelle vesti di suora canterina.
Le versioni italiane dei brani furono tradotte da Etrusco, con arrangiamenti di Luciano Zuccheri e la produzione di Dietrich Leist.

## Edizioni
L'album fu pubblicato in Italia in LP dalla Polydor, con numero di catalogo LPHM 46997. Fu distribuito anche negli Stati Uniti, in versione mono, con il titolo The Songs Of Soeur Sourire Sung In Italian By Orietta Berti, su etichetta London International e numero di catalogo TW 91418. Nel 2002 fu pubblicata una versione in CD dell'album dal titolo  Dominique, in cui venivano mantenuti i vocal originali della Berti sovrapposti a nuovi arrangiamenti, con una diversa disposizione delle tracce. Questa versione fu pubblicata nel 2008 anche in versione digitale e streaming.

## Tracce
Lato A
Testi di Lucio Lami, musiche di Jeanne-Paule Marie Deckers.
1. Alleluia (Alleluja) – 3:08
2. Mi vestirò di blu (Mets ton joli jupon) – 1:29
3. Ho incontrato il Signor (J'ai trouvé le Seigneur) – 3:01
4. La mia musa (Ma petite muse) – 2:11
5. Io vorrei (Je voudrais) – 1:52
6. Fior di cactus (Fleur de cactus) – 1:47

Durata totale: 13:28
Lato B
Testi di Lucio Lami, musiche di Jeanne-Paule Marie Deckers.
1. Dominique (Dominique) – 2:12
2. Guarda quelle stelle (Entre les etolles) – 2:30
3. Ogni strada (Tous les chemins) – 2:53
4. Fior di bambù (Plume de radis) – 2:01
5. Basta un fior (Une fleur) – 2:17
6. Con te (Avec toi) – 4:28

Durata totale: 16:21

## Musicisti
- Orietta Berti – voce
- Luciano Zuccheri – chitarra, arrangiamenti
- Ernesto Villa – contrabbasso (tracce: A1, A2, A3, A4, A6, B2 e B3)
- Antonio De Serio – contrabbasso (tracce: A5, B1, B4, B5 e B6)

Note aggiuntive
- Dietrich Leist – produzione
- Vittorio Franchini – note retrocopertina album originale[1]